# Heterólise
Heterólise (hetero = outro/diferente, lise = degradação celular) é a morte espontânea e desintegração de uma célula por fatores que não ela mesma. Em contraste, a autólise acontece quando uma célula morre devido às suas próprias secreções ou sinalização. Alguns fatores externos que causam heterólise são hipóxia, fatores biológicos, agentes químicos como drogas ou reações de radicais livres, fatores físicos como choque elétrico, trauma, radiação extrema e reações imunológicas como inflamação ou reações alérgicas. Essa morte celular extrínseca é importante na execução de funções de resposta imune adequadas. Isso é comumente visto quando ocorre uma infecção bacteriana ou viral e o patógeno força a célula a interromper a apoptose para evitar a morte das células hospedeiras. Em tais cenários, os fatores heterolíticos tornam possível combater infecções por meio da lise das células infectadas.